# 坦噶尼喀甲棱鯡
坦噶尼喀甲棱鯡為輻鰭魚綱鲱形目鲱科的其中一種，分布於非洲坦干伊喀湖流域，棲息深度8-60公尺，體長可達10公分，棲息在湖泊的迴游性魚類，成群活動，為高經濟價值的食用魚。

## 擴展閱讀
維基物種上的相關：坦噶尼喀甲棱鯡